# Kriegsgräberstätten (Wichmannsburg)
In den Wichmannsburger Kriegsgräberstätten in der Einheitsgemeinde Bienenbüttel im niedersächsischen Landkreis Uelzen ruhen insgesamt 11 Tote aus dem Ersten Weltkrieg und der Zeit des Nationalsozialismus in zwei Grabstätten. 

## Lage

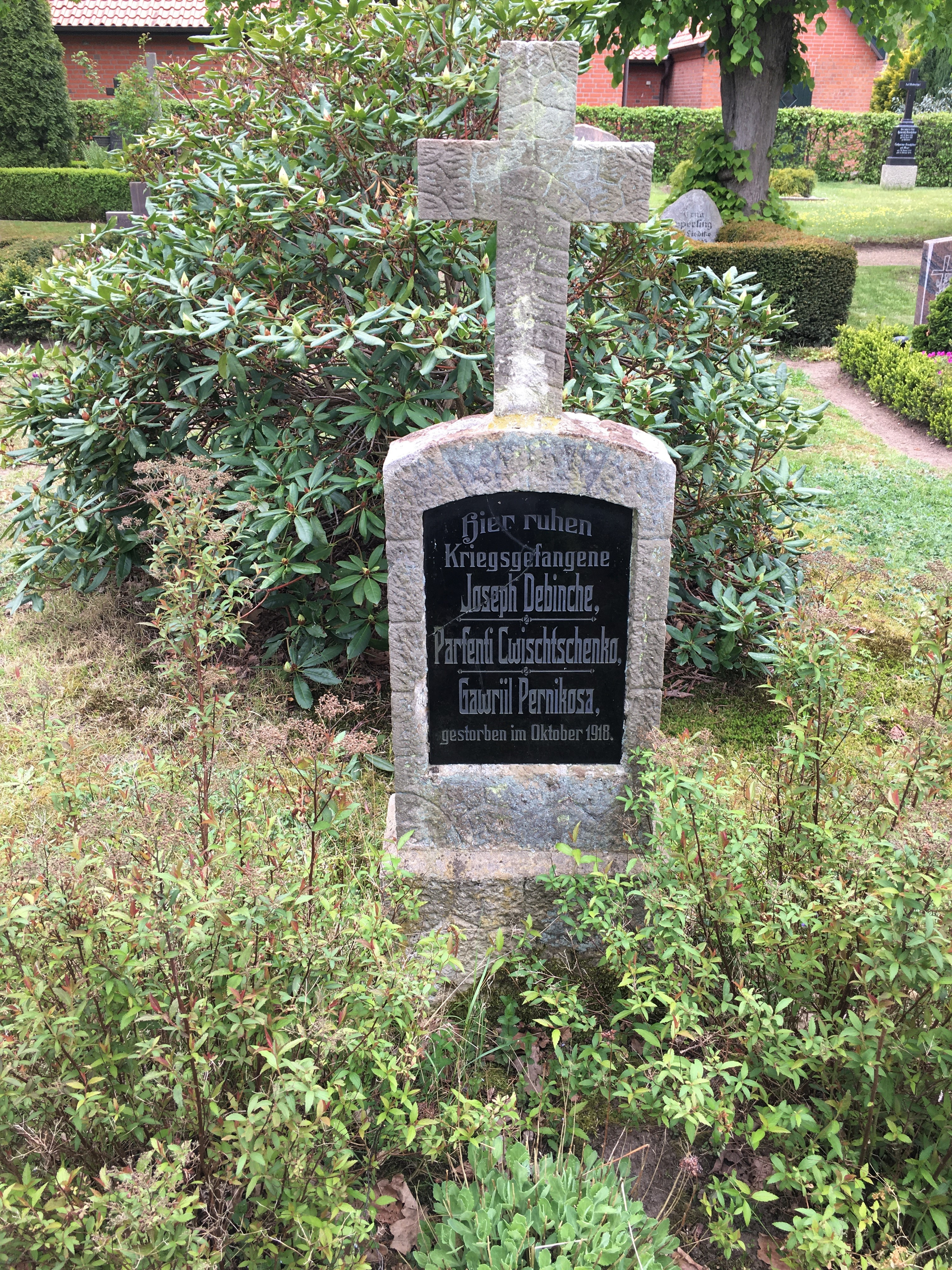
Grabstätte russischer Kriegsgefangener aus dem Ersten Weltkrieg

Die Grabstätten befinden sich auf dem Friedhof der St.-Georgs-Kirche im Ortsteil Wichmannsburg der Einheitsgemeinde Bienenbüttel. Die Grabstätte der Toten aus dem Ersten Weltkrieg befindet sich wenige Meter nördlich des Kirchengebäudes. Die Opfer der Gewaltherrschaft des Nationalsozialismus wurden in einer Grabstätte am nördlichen Rand des Friedhofes neben einer Hauswand bestattet.

## Kriegsgefangene aus dem Ersten Weltkrieg
In einer einzelnen Grabstätte wurden drei russische Kriegsgefangene beerdigt. Sie verstarben im Oktober 1918.

## Jüdische Opfer der Gewaltherrschaft des Nationalsozialismus

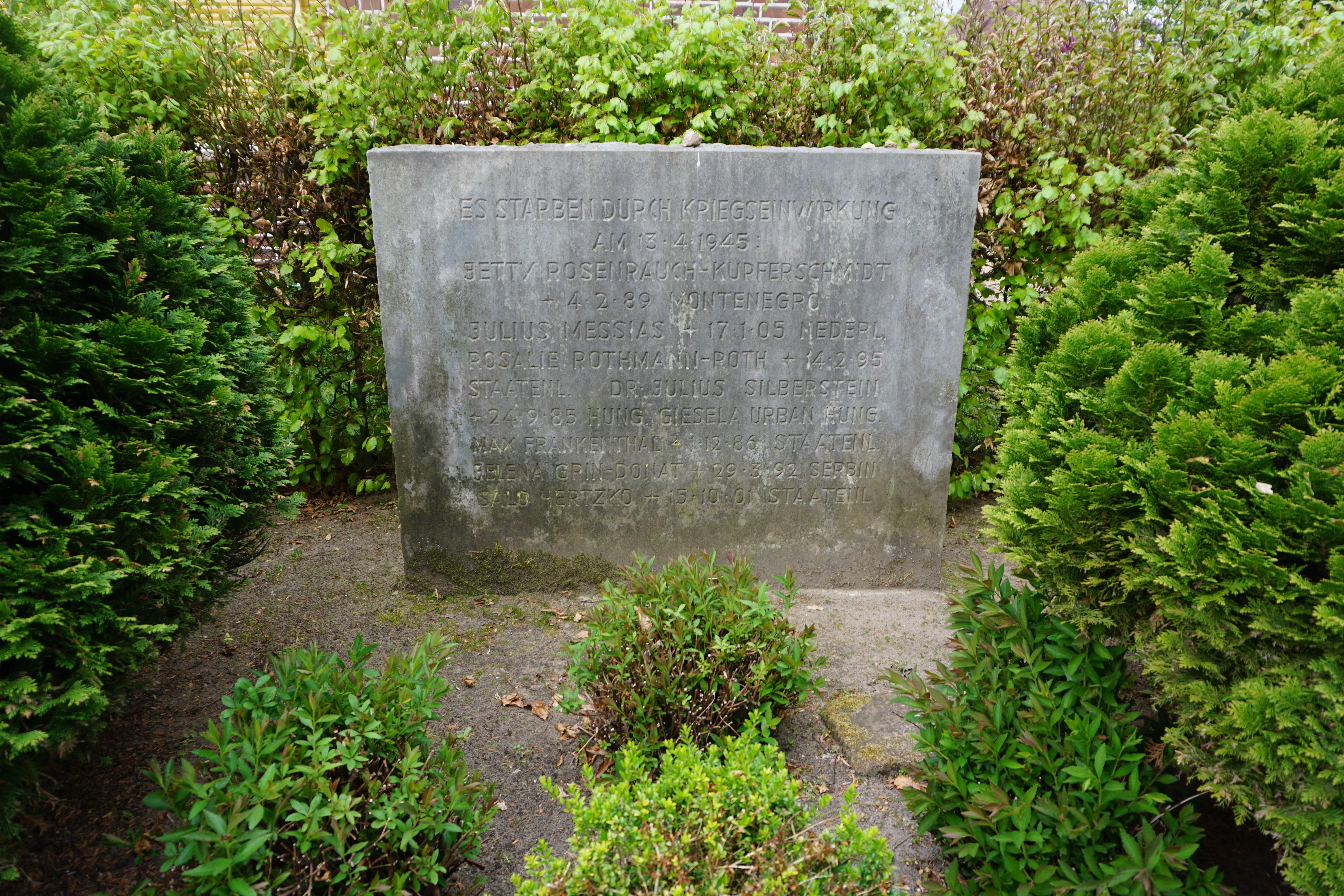
Grabstätte jüdischer Opfer des Nationalsozialismus

Am 10. April 1945 verließ der sogenannte Zug der Verlorenen das Konzentrationslager Bergen-Belsen. Aufgrund der katastrophalen Bedingungen im völlig überfüllten Zug wurden am 13. April insgesamt zwölf Leichname bei einem Halt zwischen Wichmannsburg und Bruchtorf herausgeholt. Unter den verstorbenen befand sich auch ein Säugling, welcher erst auf der Fahrt geboren wurde. Die verstorbenen jüdischen KZ-Gefangenen wurden an Ort und Stelle neben dem Gleisbett verscharrt.
Erst 15 Jahre später im Jahr 1960 wurden die Toten exhumiert. Dies konnte erst durch den niederländischen Rechtsanwalt Josef Weiß ermöglicht werden. Er befand sich selbst im Zug der Verlorenen und hatte sich den Halt bei Wichmannsburg und weitere Stationen gemerkt. Die Toten konnten exhumiert werden, da ein Bauer aus der Umgebung sich ungefähr an den Ort erinnern konnte, an dem die jüdischen Personen begraben wurden. Drei Tote wurden in die Niederlande überführt und acht Tote auf dem Wichmannsburger Friedhof in einer Grabstätte bestattet. Der Verbleib des Säuglings ist nicht bekannt.
An die Geschichte der Getöteten erinnert am Ort der Grabstätte eine Gedenktafel.
Koordinaten: 53° 8′ 11,1″ N, 10° 30′ 24″ O